# Xiayang, Yanping
Xiayang (kinesiska: 峡阳) är en köping i sydöstra Kina. Den ligger i stadsdistriktet Yanping i staden Nanping i provinsen Fujian, omkring 150 kilometer nordväst om provinshuvudstaden Fuzhou. Antalet invånare är 16 004. Befolkningen består av 7 972 kvinnor och 8 032 män. Barn under 15 år utgör 19,0 %, vuxna 15-64 år 67 %, och äldre över 65 år 13,0 %.